# Synthétiseur analogique
Pour les articles homonymes, voir synthétiseur (homonymie).

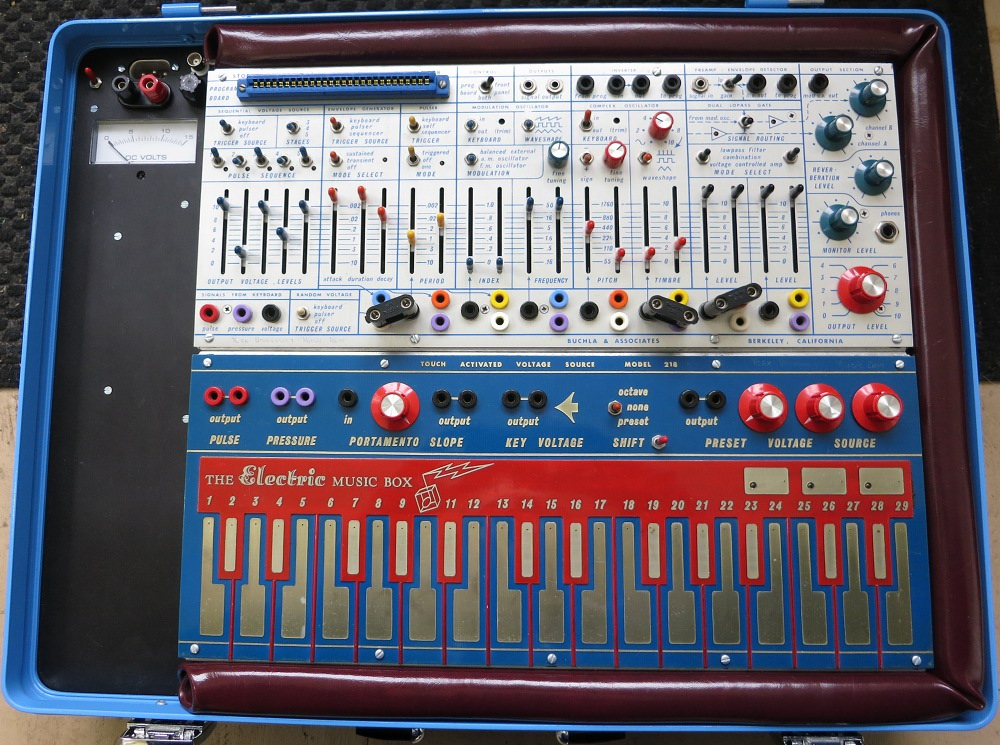
Le Music Easel de chez Buchla, un synthétiseur analogique modulaire de 1973.

Un synthétiseur analogique est un synthétiseur qui utilise des circuits analogiques et des signaux électriques analogiques pour générer des sons par des techniques électroniques.
Ils peuvent être sous forme d'appareils indépendants ou de synthétiseurs modulaires, comme la norme répandue Eurorack.
Leur fonctionnement se base en général sur les principes de tables d'ondes, échantillons, synthèse additive, synthèse soustractive, modulation de fréquence, modélisation physique, et de modulation de phase.
Ce sont les premiers types de synthétiseurs électroniques. Les premiers instruments de musiques électroniques apparus, relativement rudimentaires sur les possibilités sonores sont le thérémine en Russie en 1919, puis les ondes Martenot en 1928 en France.
Plus tard, des systèmes plus évolués voient le jour comme les Korg MS-10 ou MS-20 ou les synthétiseurs modulaires ARP 2500, Doepfer A-100, Music Easel. Ils sont toujours utilisés aujourd'hui, aux côtés des synthétiseurs numériques, utilisant des signaux numériques (suite de 0 ou de 1).
Il existe également différents synthétiseurs analogiques DIY, produits avec des processeurs numériques comme le STM32 ou l'ESP32, utilisant leurs convertisseur analogique-numérique (DAC) pour la production d'un signal analogique.

## Histoire

### 1870-1920
À partir de 1870, Elisha Gray travaille à la transmission simultanée de multiples messages sur une ligne télégraphique unique. Il dépose en 1876 le brevet du télégraphe harmonique qui permet de transmettre de la musique sur les lignes télégraphiques, soit deux ans avant l'invention du téléphone,. Cette invention préfigure les interactions à venir entre le domaine des télécommunications et des radiocommunications avec celui de la musique.
À partir de 1897, l'américain Thaddeus Cahill (1867 - 1934) a commencé le développement du telharmonium, un instrument de musique électromécanique. C’est le premier véritable instrument de synthèse sonore pour la musique électronique. Il a été conçu pour distribuer de la musique sur le réseau téléphonique américain nouvellement créé qui est à la base du nom de l'instrument : « Telegraphic Harmony ».
La première mention d'un « harmonisateur synthétique » utilisant l'électricité semble être en 1906, créé par le physicien écossais James Robert Milne (en) (FRSE, c.1880–1961).

### Les années 1920 aux années 1950

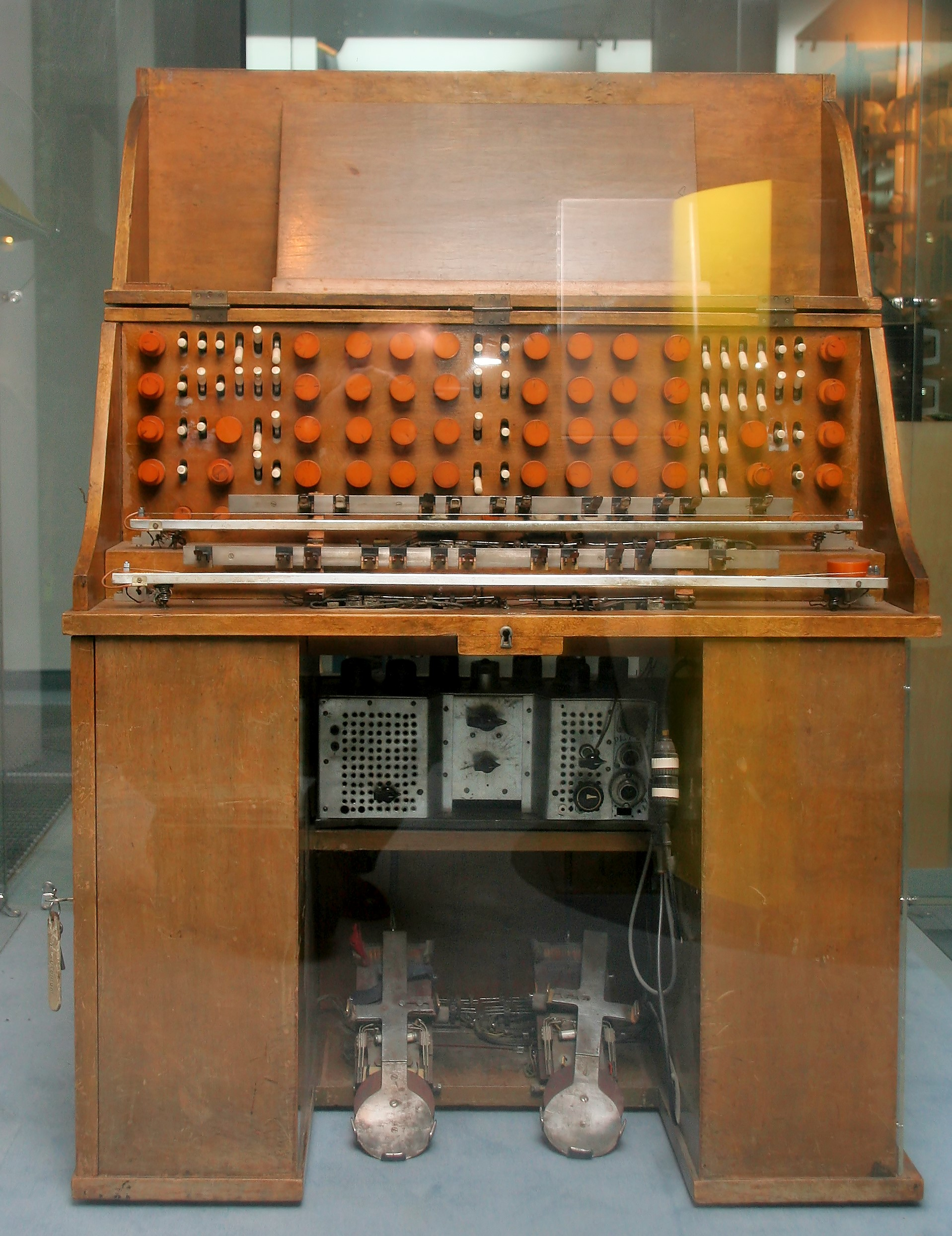
Trautonium, 1928.

Les premiers synthétiseurs utilisaient différentes techniques thermoélectriques (tube à vide) et électromécaniques (roue phonique). Bien que certains instruments électriques aient été produits en masse, comme l'Ondioline de Georges Jenny (en), l'orgue Hammond et le Trautonium, nombre d'entre eux ne seraient pas considérés comme des synthétiseurs selon les normes des instruments ultérieurs. Cependant, certains studios et instruments individuels ont atteint un haut niveau de sophistication, comme le Trautonium d'Oskar Sala (en), l'Electronium (en) de Raymond Scott, et le synthétiseur ANS d'Evgeny Murzin (en). Un autre instrument précoce notable est le Novachord de chez Hammond, produit pour la première fois en 1938, qui présentait de nombreuses caractéristiques identiques à celles des synthétiseurs analogiques polyphoniques ultérieurs.

### 1960-1970
À partir des années 1960, l'emploi du transistor se répand aux dépens de la triode, ce qui permet des gains de place, de consommation, de coût et de fiabilité des circuits électroniques.
Les premiers synthétiseurs analogiques utilisaient la technologie des ordinateurs analogiques électroniques et des équipements de test de laboratoire. Il s'agissait généralement de synthétiseurs « modulaire », constitués d'un certain nombre de modules électroniques indépendants connectés par des câbles de raccordement dans un panneau de brassage qui ressemblait aux champs de prises utilisés par les opérateurs téléphoniques des années 1940. Les modules de synthèse des premiers synthétiseurs analogiques comprenaient des oscillateurs commandés en tension (VCO), des filtres contrôlés en tension (VCF) et des amplificateurs commandés en tension (VCA). La tension de commande fait varier la fréquence des VCO et des VCF, et l'atténuation (gain) des VCA. En outre, ils utilisent des générateurs d'enveloppe, des oscillateurs basse fréquence et des modulateurs en anneau.
Certains synthétiseurs étaient également dotés de dispositifs d'effets, tels que des unités de réverbération, ou d'outils tels que des séquenceurs ou des mélangeurs. Étant donné que nombre de ces modules prennent des signaux sonores en entrée et les traitent, un synthétiseur analogique peut être utilisé à la fois comme système de génération et de traitement du son.
Parmi les fabricants de synthétiseurs modulaires célèbres figurent Moog Music, ARP Instruments, Inc., Serge Modular Music Systems (en) et Electronic Music Studios (London) Ltd. Moog a établi des normes reconnues dans le monde entier pour l'interface de contrôle sur les synthétiseurs analogiques, en utilisant un contrôle de hauteur exponentiel de 1 volt par octave et un signal de déclenchement d'impulsion séparé. Ces signaux de commande étaient acheminés à l'aide des mêmes types de connecteurs et de câbles que ceux utilisés pour acheminer les signaux sonores synthétisés. Une forme spécialisée de synthétiseur analogique est le vocodeur analogique, basé sur l'équipement développé pour la synthèse vocale. Les vocodeurs sont souvent utilisés pour produire un son qui ressemble à celui d'un instrument de musique qui parle ou qui chante.

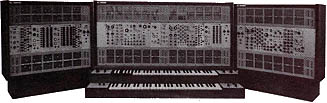
L'ARP 2500 avec des boîtiers d'extension.

Les cordons de raccordement (en) pouvaient être endommagés par l'utilisation (créant des défauts intermittents difficiles à trouver) et rendaient les patchs complexes difficiles et longs à recréer. Ainsi, les synthétiseurs analogiques ultérieurs ont utilisé les mêmes blocs de construction, mais les ont intégrés dans des unités uniques, éliminant les cordons de raccordement en faveur de systèmes d'acheminement du signal intégrés. Le plus populaire d'entre eux était le Minimoog. En 1970, Moog a conçu un synthétiseur innovant avec un clavier intégré et sans conception modulaire - les circuits analogiques ont été conservés, mais rendus interconnectables avec des commutateurs dans un arrangement simplifié appelé « normalisation ». Bien que moins flexible qu'une conception modulaire, la normalisation rendait l'instrument plus portable et plus facile à utiliser. Ce premier synthétiseur pré-patché, le Minimoog, est devenu très populaire, avec plus de 12 000 unités vendues. Le Minimoog a également influencé la conception de presque tous les synthétiseurs ultérieurs, avec un clavier intégré, une molette de pitch et une molette de modulation, et un flux de signaux VCO->VCF->VCA. Dans les années 1970, la miniaturisation des composants à semi-conducteurs a permis aux fabricants de produire des instruments autonomes et portables, que les musiciens ont rapidement commencé à utiliser en concert. Les synthétiseurs électroniques deviennent rapidement un élément standard du répertoire de la musique populaire. Le premier film à utiliser de la musique faite avec un synthétiseur (Moog) a été le film de James Bond, Au service secret de Sa Majesté en 1969. Après la sortie du film, les compositeurs ont produit un grand nombre de bandes originales de films utilisant des synthétiseurs.

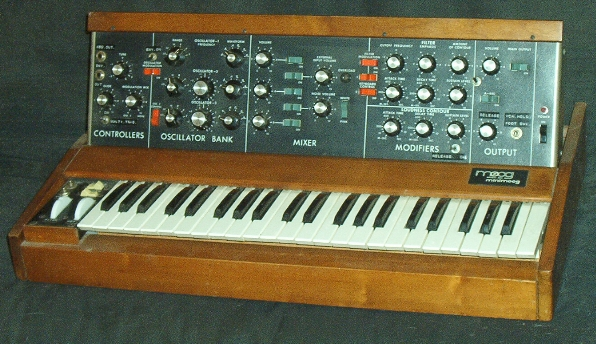
Le Minimoog a été l'un des synthétiseurs les plus populaires jamais construits.

Les principaux fabricants de synthétiseurs analogiques tout-en-un sont Moog, ARP, Roland, Korg et Yamaha. En raison de la complexité de la génération d'une seule note à l'aide de la synthèse analogique, la plupart des synthétiseurs sont restés monophoniques (en). Les synthétiseurs analogiques polyphoniques étaient dotés d'une polyphonie limitée, prenant généralement en charge quatre voix. Oberheim était un fabricant notable de synthétiseurs analogiques polyphoniques. Le Polymoog était une tentative de créer un synthétiseur analogique véritablement polyphonique, avec un circuit de génération de sons pour chaque touche du clavier. Cependant, son architecture ressemblait plus à un orgue électronique qu'à un synthétiseur analogique traditionnel, et le Polymoog n'a pas été largement imité.

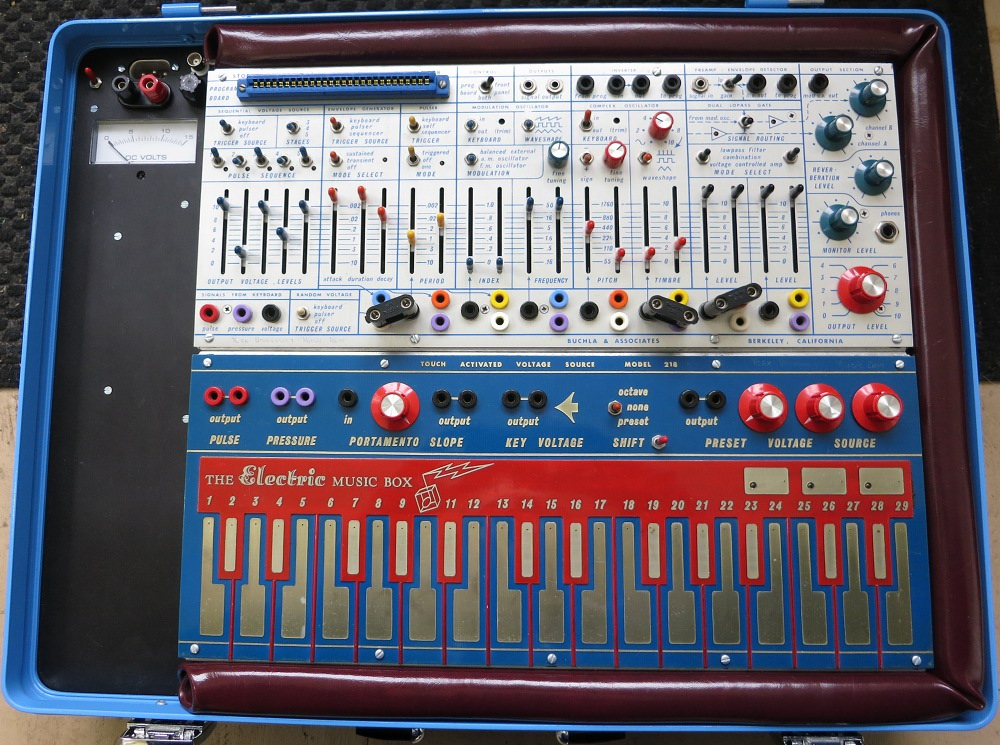
Le Music Easel de Buchla comprenait un certain nombre de commandes de type fader, de commutateurs, de modules connectés par cordon de raccordement et un clavier.

En 1978, les premiers synthétiseurs analogiques contrôlés par microprocesseur ont été créés par Sequential Circuits. Ces synthétiseurs utilisaient des microprocesseurs pour le contrôle du système et la génération de tension de contrôle, y compris la génération de déclenchements d'enveloppe, mais la principale voie de génération du son restait analogique. La norme d'interface MIDI a été développée pour ces systèmes. Cette génération de synthétiseurs était souvent dotée d'une polyphonie à six ou huit voix. C'est également au cours de cette période qu'un certain nombre de synthétiseurs hybrides analogiques/numériques ont été introduits, remplaçant certaines fonctions de production sonore par des équivalents numériques, par exemple les oscillateurs numériques de synthétiseurs tels que le Korg DW-8000 (en) (qui lisait des échantillons PCM de diverses formes d'ondes) et le Kawai K5 (formes d'ondes construites via la synthèse additive). Avec la baisse du coût des microprocesseurs, cette architecture est devenue la norme pour les synthétiseurs analogiques haut de gamme.

### Les années 1980 à aujourd'hui
Du milieu à la fin des années 1980, les synthétiseurs numériques (en) et les échantillonneurs ont largement remplacé les synthétiseurs analogiques. Au début des années 1990, cependant, les musiciens des scènes techno, rave party et DJ qui souhaitaient produire de la musique électronique mais ne disposaient pas du budget nécessaire pour acquérir de gros systèmes numériques ont créé un marché pour le matériel analogique d'occasion, alors bon marché. La demande de synthétiseurs analogiques a ainsi augmenté vers le milieu des années 1990, alors que de plus en plus de musiciens redécouvraient progressivement les qualités de l'analogique. En conséquence, les sons associés aux synthétiseurs analogiques sont redevenus populaires.
Avec le temps, la demande d'appareils d'occasion (tels que la boîte à rythmes Roland TR-808 et le synthétiseur de basse Roland TB-303 de 1980) s'est accrue. Les boîtes à rythmes de la fin des années 1970 utilisaient des circuits vocaux à résonance accordée pour les sons de batterie aigus et du bruit blanc façonné pour les autres. La TR-808 améliore ces conceptions en utilisant des oscillateurs de signal carré désaccordés (pour les sons de cloche de vache et de cymbale) et une réverbération analogique (pour le son de claquement de mains). La demande de sons de synthétiseurs analogiques a conduit au développement d'une variété de synthétiseurs analogiques virtuels — qui émulent des VCO et des VCF analogiques à l'aide d'échantillons, de logiciels ou de circuits numériques spécialisés — et à la construction de nouveaux synthétiseurs à clavier analogique tels que le Alesis Andromeda, le Prophet '08, et le Little Phatty de Moog, ainsi que d'unités semi-modulaires et modulaires.

## Emploi dans la musique moderne
L'expiration des brevets au cours des dernières années, comme pour le filtre à échelle à transistors du synthétiseur Moog, a stimulé le retour des modules de synthétiseurs en kit et des bricolages, ainsi que l'augmentation du nombre de sociétés commerciales qui vendent des modules analogiques. La rétro-ingénierie a également révélé les secrets de certains composants de synthétiseurs, tels que ceux de ARP Instruments, Inc. En outre, malgré la disponibilité au cours des années 2000 de synthétiseurs numériques relativement bon marché offrant des algorithmes de synthèse et des enveloppes complexes, certains musiciens sont attirés par les sons des synthétiseurs analogiques monophoniques et polyphoniques. Alors que certains musiciens considèrent les synthétiseurs analogiques comme préférables, d'autres estiment que la synthèse analogique et la synthèse numérique représentent simplement des processus de génération sonore différents qui reproduisent tous deux des caractéristiques que l'autre n'a pas. Un autre facteur considéré comme ayant augmenté l'utilisation des synthétiseurs analogiques depuis les années 1990 est la lassitude face aux systèmes de navigation complexes basés sur l'écran des synthétiseurs numériques, les commandes pratiques des synthétiseurs analogiques — potentiomètres, faders et autres fonctions — étant très attrayantes[citation nécessaire].

## Œuvres
- Musique concrète : Pierre Schaeffer, Pierre Henry...
- Musique électronique : 
  - scène française[10] : Jean-Michel Jarre, Richard Pinhas...
  - scène allemande : Tangerine Dream, Klaus Schulze, Kraftwerk...
  - scène grecque : Vangelis

## Galerie
| |
| Connexions d'un synthétiseur analogique Minibrute d'Arturia et d'un synthétiseur modulaire de Synthesizers.com. |

|           |
| ARP 2600. |

|                   |
| E-mu Audity (en). |

|               |
| Korg PS-3300. |